# Georges Tainturier
« Tainturier » redirige ici. Pour l’article homophone, voir Teinturier.
Georges Tainturier, né le 20 mai 1890 à Labruyère (Oise) et mort le 7 décembre 1943 à Cologne, est un militaire, escrimeur et résistant français, membre du mouvement Combat-Zone Nord.
Georges Tainturier était lieutenant de réserve, chevalier de la légion d’honneur pour faits d’arme en 14-18, deux fois champion olympique en équipe à l’épée.

Le 19 octobre 1943, il est condamné à mort (affaire Continent) par le 2e sénat du Volksgerichtshof et est guillotiné dans la prison de Cologne, le 7 décembre 1943.

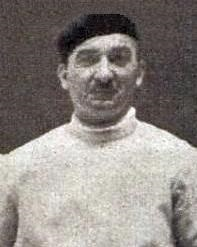
Georges Tainturier en 1932, à Los Angeles.

## Premières années et carrière militaire
Georges Tainturier est fils de Charles Olivier Tainturier, instituteur public (né en 1864 à Cinqueux, Oise) et de Marie Louise Athénaïse Eugénie Chevalier (née en 1867).
Collégien à Compiègne (collège Ferdinand Bac), on le note étudiant à Paris (Ve) à 21 ans. Il est incorporé pour son service militaire le 10 octobre 1912 au 15e Régiment d’Infanterie. Caporal le 26 avril 1913, puis sergent le 1er octobre 1913, il fait la campagne contre l’Allemagne aux Armées du 2 août 1914 au 31 août 1915.
Sergent de réserve dans l'infanterie en 1914, officier de dragons en 1918, il est blessé, à la tête de son peloton, en dirigeant l'attaque d'une mitrailleuse allemande. Il reçoit la Croix de guerre et est fait chevalier de la Légion d'honneur.

## Première Guerre Mondiale (1914-1918)
Il passa au 9e Régiment de Cuirassiers à Tours par décision du général commandant la 11e Région le 26 août 1915. Parti et rayé des contrôles le 1er septembre 1915, il fut affecté à l’Intérieur jusqu’au 7 août 1917. Entre-temps, il passa au 5e Régiment de Dragons le 4 janvier 1917 par décision ministérielle. Le 8 août 1917, il fut de nouveau affecté aux Armées jusqu’au 17 juillet 1918. Ce jour-là, il mena deux attaques de sa section et fut atteint de deux balles de mitrailleuses, l’une à la joue gauche et l’autre à l’épaule gauche, lors de l’attaque du village de Montvoisin (Marne). Blessé, il fit un long trajet pour renseigner le chef d’une unité voisine avant d’être pansé puis évacué. Il est soigné à l’hôpital d’Ivry du 19 juillet au 2 août 1918. Il reçut la Croix de guerre avec étoile de vermeil à la suite de cette action par ordre du 1er Corps de Cavalerie du 7 août 1918 avec la citation : « Officier d’une énergie, d’un entrain et d’une bravoure exceptionnelle ». Le 3 août, il fut de nouveau affecté aux armées jusqu’au 29 août suivant avant de passer à l’Intérieur.
Démobilisé en 1919, il résida d’abord à Clermont (Oise). Il passa alors dans la réserve et fut nommé lieutenant de réserve par décret du 10 mars 1924 à dater du 20 octobre 1922. Georges Tainturier a été fait chevalier de la Légion d’honneur à titre militaire en 1926.

## Vie personnelle et carrière sportive pendant l'entre-deux-guerres
Revenu à Cinqueux, Georges Tainturier y épousa le 5 octobre 1922 Germaine Marie Ludovica Martin. De cette union naîtra une fille, Claude en 1926.
Il s’illustra dans le domaine sportif d’abord en tant membre du Rugby Club de Compiègne, puis en escrime où il se fit un nom. Élève du maître d’armes Léon Bouché au Cercle de l’Escrime à l’Epée de la rue Blanche à Paris (IXe), il emporta son premier titre amateur dans cette discipline en mai 1921 en devenant champion de Paris.
Il devint champion de France individuel amateur à l’épée en 1923 puis champion olympique par équipe le 9 juillet 1924 lors des Jeux de Paris avec Lucien Gaudin, Roger Ducret et Georges Buchard en battant la Belgique. Champion d’Europe d’épée individuel en juillet 1926 en battant à Ostende l’Allemand Fernand de Montigny. Le 21 janvier de la même année, il fonde le cercle d’escrime de Compiègne qui sera renommé par la suite en son honneur « Cercle d’escrime Georges Tainturier ».
Il gagna de nouveau la médaille d’or par équipe aux Jeux Olympiques d’été de Los Angeles le 7 août 1932 avec Fernand Jourdant, Bernard Schmetz, Georges Buchard, Jean Piot et Philippe Cattiau en battant l’équipe d’Italie à l’épée.
A Compiègne il s’installe au 23 rue du Port à Bateaux en tant que mécanicien. Il devint par la suite directeur du garage Saint-Jacques à Compiègne.
Le sous-secrétaire d’Etat de l’éducation physique lui décerna la médaille d’or d’honneur de l’éducation physique par arrêté du 7 mai 1929.

### Palmarès aux Jeux olympiques
- Médaille d'or en épée par équipe  aux Jeux olympiques d'été de 1924
- Médaille d'or en épée par équipe  aux Jeux olympiques d'été de 1932

## Engagement dans la Résistance

### Le groupe de Compiègne (1941-1943)
Le groupe de Compiègne (ou bataillon de France) fut l’un des premiers groupes armés de la résistance française, sinon le premier. Fondé en février 1941, il fut démantelé en mars 1942 par le contre-espionnage allemand, deux mois après son ralliement à Combat Zone Nord. L’objectif du groupe de Compiègne était d’armer un bataillon de volontaires, afin de prendre le contrôle de la ville de Compiègne, dès l’annonce d’un débarquement allié :
« L’objectif était d’inciter à la lutte contre la force d’occupation allemande et contre la politique de collaboration franco-allemande poursuivie par le gouvernement français de Vichy. Les adhérents de ce groupe étaient exclusivement des hommes qui selon leurs propres déclarations partageaient les conceptions politiques et les objectifs du général de Gaulle […] Robert Héraude en informa une de ses connaissances, Georges Beschon […] agent forestier, et qui plus tard travailla comme ouvrier dans un parc de munitions.... Beschon qui se déclara prêt à collaborer recruta alors les inculpés Christian Héraude et Abel Laville comme nouveaux partisans. »
Dès novembre 1940, Georges Tainturier est en contact avec Jean de Launoy de La Vérité française. Vendredi 23 janvier 1942 Tony Ricou se rend à Compiègne, accompagné de Jacques Duverger, qui s’appelle en réalité Jacques Desoubries. Tenue chez Vanderdriesche, la réunion est protégée par des guetteurs équipés de téléphones de campagne :
« Jacques [Duverger/Desoubries] apparut de nouveau, accompagné cette fois du professeur Ricou […] qui tout particulièrement était chargé de rallier au mouvement tous les groupes de résistance locaux. Lors d’une réunion en petit comité chez Vanderdriessche, à laquelle étaient conviés Flandrin, Tainturier et aussi Christian Héraude qui ne s’y rendit pas, Ricou se présenta sous le nom de Tavernier et exposa en détail son mouvement « Libération Nationale ». […] À la suite de cette longue présentation du mouvement, les représentants de l’organisation de Compiègne décidèrent de se rallier au mouvement de « Libération Nationale ». Ricou signifia alors qu’il serait très souhaitable que l’ancien officier Tainturier prenne la direction du groupe de Compiègne. Après avoir montré quelques réserves, ce dernier accepta finalement de reprendre la tête du groupe. »
C’est ainsi que Georges Tainturier accepte de prendre la direction du groupe de Compiègne, faisant désormais partie de Combat, pour le compte de Tony Ricou, membre du comité directeur de Combat Zone Nord.
La grande affaire du groupe de Compiègne, c’est la récupération d’armes dont la plupart sont en mauvais état. Une tentative de coupure de la ligne SNCF qui écoule vers l’Allemagne des matériels pillés échoue. Alexandre Gandouin et Gualbert Flandrin repèrent des terrains d’atterrissage et de parachutage dont les coordonnées confiées à Gilberte Bonneau du Martray sont transmises à André Postel-Vinay et à un agent britannique. Les militants diffusent les tracts et les journaux clandestins apportés de Paris comme La France Continue, Pantagruel, Les Petites Ailes de France, ou Veritas.

### Démantèlement du groupe de Compiègne et mort
Le groupe est trahi par Henri Devillers et pénétré par Jacques Desoubries, un V-Mann belge déjà venu de la part de Jean de Launoy afin de porter des exemplaires du journal clandestin La Vérité française à un nommé Tournier, ami de Beschon et de Flandrin eux-mêmes signalés à la Geheime Feldpolizei. En 1942, Jacques Desoubries infiltre le réseau Hector, ce qui lui permet également d'identifier le groupe de Compiègne qui s'était rapproché dès fin 1941 du réseau Hector.
Jacques Desoubries parvient ainsi à faire arrêter 17 résistants de ce groupe compiégnois le 3 mars 1942. La plupart seront déportés et plusieurs n'en reviendront pas.
Arrêté chez lui, le 3 mars 1942, en présence de sa fille de quinze ans, il est emprisonné à Fresnes, puis déporté à la prison de Sarrebruck. Le procès se déroule, du 12 au 19 octobre 1943, devant le deuxième Sénat du Volksgerichtshof, présidé par le Dr Wilhelm Crohne, assisté du directeur de justice Heinz Preussner, du vice-amiral Heino von Heimburg, du général d’aviation Hermann Stutzer et du chef de jeunesses hitlériennes Hans Kleeberg, puis du SA-Obergruppenfuhrer Kurt Lasch. Les prévenus sont jugés par petits paquets. Grâce aux agents infiltrés et aux documents saisis, l’acte d’accusation de l’avocat général Dr Gerhard Görish est bien renseigné. Les sentences sont lourdes.
Le 19 octobre 1943, il est condamné à mort (affaire Continent) par le 2e sénat du Volksgerichtshof. Avec Michel Edvire, Gualbert Flandrin, Alexandre Gandouin, Gabriel Clara, Christian Héraude, Robert Héraude, Abel Laville et Albert Vandendriessche, il est guillotiné dans la prison de Cologne, le 7 décembre 1943.
Au début les résistants du groupe de Compiègne étaient assimilés à des FFI de 1ère classe, puis au grade de sous-lieutenant (P1 des FFC), voire de lieutenant pour Georges Tainturier qui avait ce grade comme officier de réserve. Tous ont eu, à titre posthume, la médaille de la Résistance et l’amicale du réseau Hector de la France Combattante a obtenu pour chacun une croix de guerre avec étoile de vermeil (corps d’armée).

## Hommages
De nombreux hommages ont été décernés à Georges Tainturier. Lors de l’Assemblée Générale du 19 Octobre 1945, en ouverture de séance, un hommage est rendu à la mémoire du regretté président du cercle, Georges Tainturier :
« Arrêté par les allemands dans le courant de l’année 1941, incarcéré à la prison de Fresnes, il est presqu’aussitôt déporté en Allemagne, et en même temps on cesse d’avoir de ses nouvelles.
Il aura vraisemblablement connu toutes les atrocités des prisons, des chambres de tortures, des camps de concentration, et la mort à une date qui n’est pas encore précisée.
Georges Tainturier était Président du Cercle depuis sa formation, c’est-à-dire 1926.
Il est procédé à l’élection du Président.
A l’unanimité, à main levée, Mr Gabriel Gilaz est élu président. »
« Le nouveau président propose que le Cercle d’Escrime de Compiègne » prenne pour son appellation celle de «Cercle Georges Tainturier ». Cette proposition est aussitôt adoptée.
A Cinqueux, une plaque mémorielle a été apposée sur la maison qu’il habita rue de l’Image. Son nom a été inscrit sur les plaques commémoratives de la mairie et de l’église. Il est aussi présent sur les monuments aux morts de Cinqueux et de Compiègne ainsi que sur la plaque commémorative du collège Ferdinand Bac.
A Compiègne, le gymnase du centre-ville se dénomme la Salle des Sports Georges Tainturier. De même, le club qu’il a fondé en 1926 est devenu le Cercle Georges Tainturier le 19 octobre 1945. Plus récemment, l’office des sports de Compiègne lui décerne le 31 décembre 2000 le Picantin du Siècle, une statuette symbolisant la réussite sportive locale. Elle est remise à sa fille Claude Goudin.